# أريانو نيل بوليزيني
أريانو نيل بوليزيني (بالإيطالية: Ariano nel Polesine)‏ هي بلدية في مقاطعة رفيغة في منطقة فنيتة الإيطالية. تقع على بعد 60 كيلومترًا (37 ميلًا) جنوب غرب مدينة البندقية، و30 كيلومترًا (19 ميلًا) جنوب شرق رفيغة.